# 高松市立鶴尾中学校
高松市立鶴尾中学校（たかまつしりつ つるおちゅうがっこう）は、香川県高松市松並町にあった市立中学校。

## 概要
高松市の中部、鶴尾地区に位置する唯一の中学校である。
生徒数の減少により、2019年度より新入生の受け入れを停止し、2021年3月に閉校した。2019年度以降は桜町・太田・一宮・香東の4中学校から1校を選択することになる。
跡地は香川県内で活動しているプロスポーツチームが使用する予定となっている。プロバスケットボール・香川ファイブアローズが2022年4月から体育館を専用練習場として、プロサッカー・カマタマーレ讃岐が同2月から校舎の一部を事務所として使用する。

## 学校データ
- 生徒数：62人（2014年度[3]）

学校施設（2014年5月1日時点）
- 普通教室：10教室
- 特別教室：13教室
- 校舎面積：3556m2
- 体育館面積：1172m2

服装規定
- 制服：あり（通年必用）
- 防寒着：自由[4]

## 歴史
1947年（昭和22年）4月1日、学校教育法の施行に伴い、高松市立鶴尾国民学校の高等科を移行させる形で開校。また同国民学校は同日に高松市立鶴尾小学校へ改称された。開校当初は校舎の建設が間に合わず、小学校の校舎を間借りしての始動となった。その後新規に校地を買収し、開校から3年後の1950年になって現在地の中学校専用校舎に移った。それを皮切りに、1950年代に木造による校舎が次々と建設され、1966年には初代体育館が完成した。1975年から1978年にかけては現在の鉄筋校舎が建設されている。2008年には初代体育館が改築されている。

### 年表
- 1947年（昭和22年）4月1日 - 開校。校舎は鶴尾小学校を間借りする。
- 1949年（昭和24年）6月29日 - 校地買収。
- 1950年（昭和25年）3月21日 - 校舎建設起工式。
- 1950年（昭和25年）7月20日 - 新校舎落成。
- 1954年（昭和29年）3月27日 - 実習室落成。（木造平屋建28坪）
- 1955年（昭和30年）11月21日 - 音楽室落成。
- 1958年（昭和33年）5月31日 - 美術教室落成。（木造平屋建31坪）
- 1960年（昭和35年）3月21日 - 理科教室・家庭科教室完成。（木造平屋建33坪、26坪）
- 1962年（昭和37年）3月25日 - 普通教室完成。（60坪）
- 1963年（昭和38年）9月29日 - 体育館用地819坪買収。
- 1965年（昭和40年）10月6日 - 体育館建設起工式。
- 1966年（昭和41年）3月16日 - 体育館落成。
- 1971年（昭和46年）11月27日 - プール建設起工式。
- 1972年（昭和47年）5月22日 - プール完成。
- 1975年（昭和50年）2月3日 - 校舎改築第一期工事起工式。
- 1975年（昭和50年）10月18日 - 第一期校舎改築落成。（鉄筋校舎　普通教室8）
- 1978年（昭和53年）3月17日 - 体育部室竣工。（6部室）
- 1978年（昭和53年）10月20日 - 第二期校舎改築工事竣工。
- 2004年（平成16年）4月1日 - 高松市立小中学校全校で3学期制を廃して2学期制を導入[6]。
- 2008年（平成20年） - 体育館を耐震化全面改築。体育館面積が945m2から1172m2に増大。
- 2013年（平成25年）4月1日 - 高松市立小中学校全校で2学期制を廃して3学期制へ回帰[7]。
- 2019年（平成31年）4月 - 新入生の受け入れを停止。
- 2021年（令和3年）3月31日 - 閉校。74年の歴史に幕を下ろす。

### 全校生徒数の推移
鶴尾中学校の生徒数は年々減少しており、特に2000年代はほぼ半減している。
- 1999年度：204人
- 2000年度：188人（-16人）
- 2001年度：193人（+5人）
- 2002年度：187人（-6人）
- 2003年度：182人（-5人）
- 2004年度：169人（-13人）
- 2005年度：138人（-31人）
- 2006年度：122人（-16人）
- 2007年度：114人（-8人）
- 2008年度：124人（+10人）
- 2009年度：112人（-12人）
- 2010年度：105人（-7人）
- 2011年度：89人（-16人）
- 2012年度：72人（-17人）
- 2013年度：62人（-10人）
- 2014年度：62人（0人）
- 2015年度：63人（+1人）
- 2016年度：59人（- 4人）
- 2017年度：63人（+4人）
- 2018年度：54人（-  9人）[10]

## 教育目標
すべての教育活動を通して人権尊重の精神に徹し、幅広い知性と豊かな感性を備え、社会から信頼される人間性豊かな生徒を育成する
生徒像
- 意欲的に考え、根気強く学ぶ生徒
- 自らを振り返り、他人を思いやる生徒
- 健康への関心を持ち、規律正しい生活に努める生徒

## 通学区域
通学区域は高松市鶴尾地区のほぼ全域。鶴尾小学校の校区と同一である。
- 高松市
  - 東ハゼ町
  - 西ハゼ町
  - 紙町
  - 上天神町
  - 松並町
  - 西春日町
  - 田村町
  - 勅使町（14番地を除く）

## 進学前小学校
通常多くの中学校が複数の小学校区の集合体であるのに対し、当中学校の場合はそのまま小学校からの持ち上がりである。
- 高松市立鶴尾小学校

## 校区内の主な施設
- 国道11号高松南バイパス
- 国道32号円座バイパス
- 上天神町交差点、峰山口交差点
- 高松市役所鶴尾出張所
- 高松南郵便局
- 香川高等専門学校（旧高松工業高等専門学校）
- 香川県立香川中部支援学校
- 香川県立高松支援学校
- 県営住宅西春日団地
- 鶴尾神社
- ゆめタウン高松（太田校区との境界部分）

## 交通
- ことでん琴平線三条駅より徒歩43分（2.3km）
- ことでんバス由佐・池西線、御厩・県立総合プール線 鶴尾バス停より徒歩1分（小学校正門前）